# Lã Phạm
Lữ Phạm (chữ Hán: 呂範; 162-228), tự Tử Hành, công thần khai quốc nước Đông Ngô thời Tam Quốc trong lịch sử Trung Quốc.

## Thời trẻ
Lữ Phạm có tên tự là Tử Hành (子衡), người quận Nhữ Nam huyện Tế Dương. Ông được mô tả là người có dáng dấp, nghi dung đẹp đẽ.
Thời trẻ ông làm huyện lại. Người họ Lưu trong ấp giàu có, có người con gái rất đẹp, Lữ Phạm đến cầu thân. Mẹ cô gái không thích, muốn cấm giao du, nhưng cô gái nhất định muốn lấy ông vì cho rằng Lữ Phạm có tương lai tốt.

## Giúp Tôn Sách
Lữ Phạm tránh loạn ở Thọ Xuân (thuộc Dương châu), địa bàn do quân phiệt Viên Thuật đang chiếm đóng. Một thuộc tướng của Viên Thuật là Tôn Sách (con quân phiệt Tôn Kiên) gặp được ông rất quý mến. Ông đem trăm người khách riêng của mình quy phục Tôn Sách.
Mẹ Tôn Sách là Ngô phu nhân đang ở huyện Giang Đô (thuộc quận Quảng Lăng, Từ châu), Tôn Sách phái Lữ Phạm đến nghênh đón. Từ châu mục Đào Khiêm không ưa Tôn Sách, vì Tôn Kiên đã liên kết với Viên Thuật – người có hiềm khích với Khiêm, nên họ Đào lệnh cho quan huyện bắt lấy Lữ Phạm để tra khảo. Lữ Phạm bèn chọn những người thân cận trẻ khoẻ đến Giang Đô cướp Ngô phu nhân đưa về, Đào Khiêm không ngăn trở được.
Trong lúc Tôn Sách bôn ba đánh dẹp, ông thường đi theo, lặn lội khổ ải, nguy nan chẳng nề hà nên được Tôn Sách đãi như người thân thích.
Tôn Sách sai Lữ Phạm giữ chức Chủ tài kế, cầm tiền bạc. Em Sách là Tôn Quyền còn ít tuổi, tới xin tiền để dùng riêng, Lữ Phạm không dám tự tiện đồng ý. Vì thế ông được người đương thời rất ngưỡng vọng.
Sau Lữ Phạm theo Tôn Sách đi công phá quận Lư Giang, cùng về đông qua sông, đến Hoành Giang, Đương Lợi, đánh tan tướng của Lưu Do là Trương Anh, Vu Mi, hạ Tiểu Đan Dương, Hồ Thục, ông được lĩnh chức Hồ Thục tướng. Khi Tôn Sách bình định Mạt Lăng, Khúc A, bắt hạ của Trách Dung và Lưu Do, lại tăng thêm cho Lữ Phạm 2000 binh, năm mươi quân kỵ. Sau đó Lữ Phạm lĩnh chức Uyển Lăng lệnh, đánh dẹp phá giặc cướp ở Đan Dương, khi về Ngô quận, được thăng làm Đô đốc.
Bấy giờ người ở Hạ Bì là Trần Vũ tự xưng là Thái thú Ngô quận, trú ở Hải Tây, cùng với cường tộc là Nghiêm Bạch Hổ thông đồng, chống lại Tôn Sách. Tôn Sách thân đến đánh dẹp Hổ, biệt phái Lữ Phạm cùng Từ Dật đánh Trần Vũ ở Hải Tây, đánh thắng, chém bêu đầu đại tướng của Vũ là Trần Mục.
Lữ Phạm lại theo đi đánh Tổ Lang ở Lăng Dương, Thái Sử Từ ở Dũng Lý. Tôn Sách bình định 7 huyện, Lữ Phạm được phong làm Chinh lỗ Trung lang tướng. Ông đi chinh chiến ở quận Giang Hạ, rồi cùng Tôn Sách đánh chiếm Bà Dương.

## Giúp Tôn Quyền
Năm 200, Tôn Sách chết, Lữ Phạm đưa về an táng ở Ngô quận. Em Sách là Tôn Quyền lên thay.
Tôn Quyền đi đánh Giang Hạ, Lữ Phạm cùng với Trương Chiêu được giao ở lại giữ Ngô quận. Tào Tháo đến Xích Bích, Lữ Phạm giúp Châu Du cùng chống cự, đánh thắng quân Tào. Lữ Phạm được phong là Bì tướng quân, lĩnh chức Thái thú Bành Trạch, lấy Bành Trạch, Sài Tang, Lịch Dương làm phụng ấp.
Khi Lưu Bị đến Sài Tang gặp Quyền bàn kế liên minh, Lữ Phạm bí mật xin giữ Lưu Bị lại, nhưng cuối cùng kế không được thi hành. Sau ông được thăng làm Bình nam tướng quân, đóng trại ở Sài Tang.
Năm 219, Tôn Quyền đánh Quan Vũ, đi qua công quán của Lữ Phạm, tỏ ý hối tiếc vì không nghe theo ông trước đây và sai ông giữ Kiến Nghiệp.
Tôn Quyền phá Quan Vũ trở về, phong Lữ Phạm làm Kiến uy tướng quân, phong tước Uyển Lăng hầu, lĩnh chức Thái thú Đan Dương, trị sở ở Kiến Nghiệp, đốc trách từ Phù Châu ra đến biển, chuyển lấy Lật Dương, Hoài An, Ninh Quốc làm phụng ấp.
Các tướng Tào Ngụy là Tào Hưu, Trương Liêu, Tang Bá đến đánh, Lữ Phạm đốc suất các tướng Từ Thịnh, Toàn Tông, Tôn Thiều, đem thuyền binh chống cự quân Ngụy ở Đỗng Khẩu. Lữ Phạm được thăng làm Tiền tướng quân, ban cho Giả tiết, đổi phong làm Nam Xương hầu. Lúc ấy bất ngờ gặp gió lớn, thuyền nhân bị lật chìm, chết mấy nghìn người, quân kéo về, Lữ Phạm vẫn được phong làm Dương châu mục.
Năm 228, Lữ Phạm được thăng làm Đại tư mã, ấn thụ chưa ban xuống thì ông đã bị bệnh qua đời. Tôn Quyền thương tiếc, mặc áo trắng cử ai, phái sứ giả truy tặng ấn thụ, rồi tự mình làm cỗ thái lao để tế.
Vì con trưởng Lữ Phạm mất sớm nên con thứ ông là Lữ Cứ được nối nghiệp ông.

## Đánh giá
Lữ Phạm tính thích Oai Võ và nghi thức, các đại thần người như Lục Tốn, Toàn Tông cùng là công tử quý tộc, đối với Lữ Phạm đều sửa mình cung kính trang nghiêm, không dám khinh mạn. Khi làm chức lớn, đồ dùng của Lữ Phạm xa hoa, nhưng lại chuyên cần việc tuân theo phép nước, cho nên Tôn Quyền không trách việc xa xỉ của ông.